# 杨倩 (射击运动员)
杨倩（2000年7月10日—），浙江省宁波市鄞州区人，中华人民共和国女子射击运动员。2021年7月24日，在2020年夏季奧林匹克運動會射擊女子10公尺空氣步槍比賽中刷新奥运会纪录并获得中国代表团首枚金牌 ，也是該屆奧運會產生的首枚金牌。
2022年5月3日被授予中国青年五四奖章。

## 早年

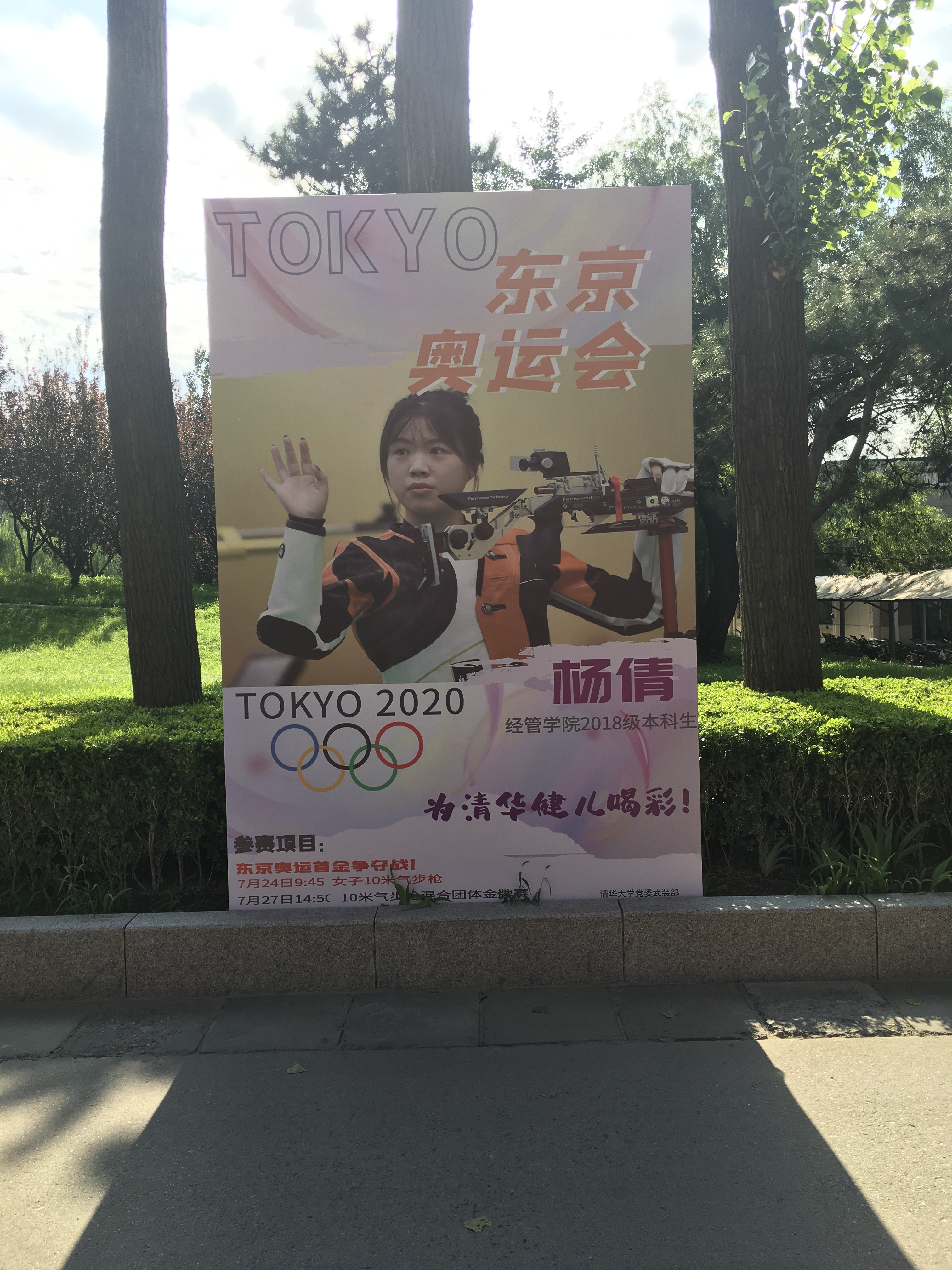
2021年7月23日，清华大学校园内學堂路上为杨倩助威的海报

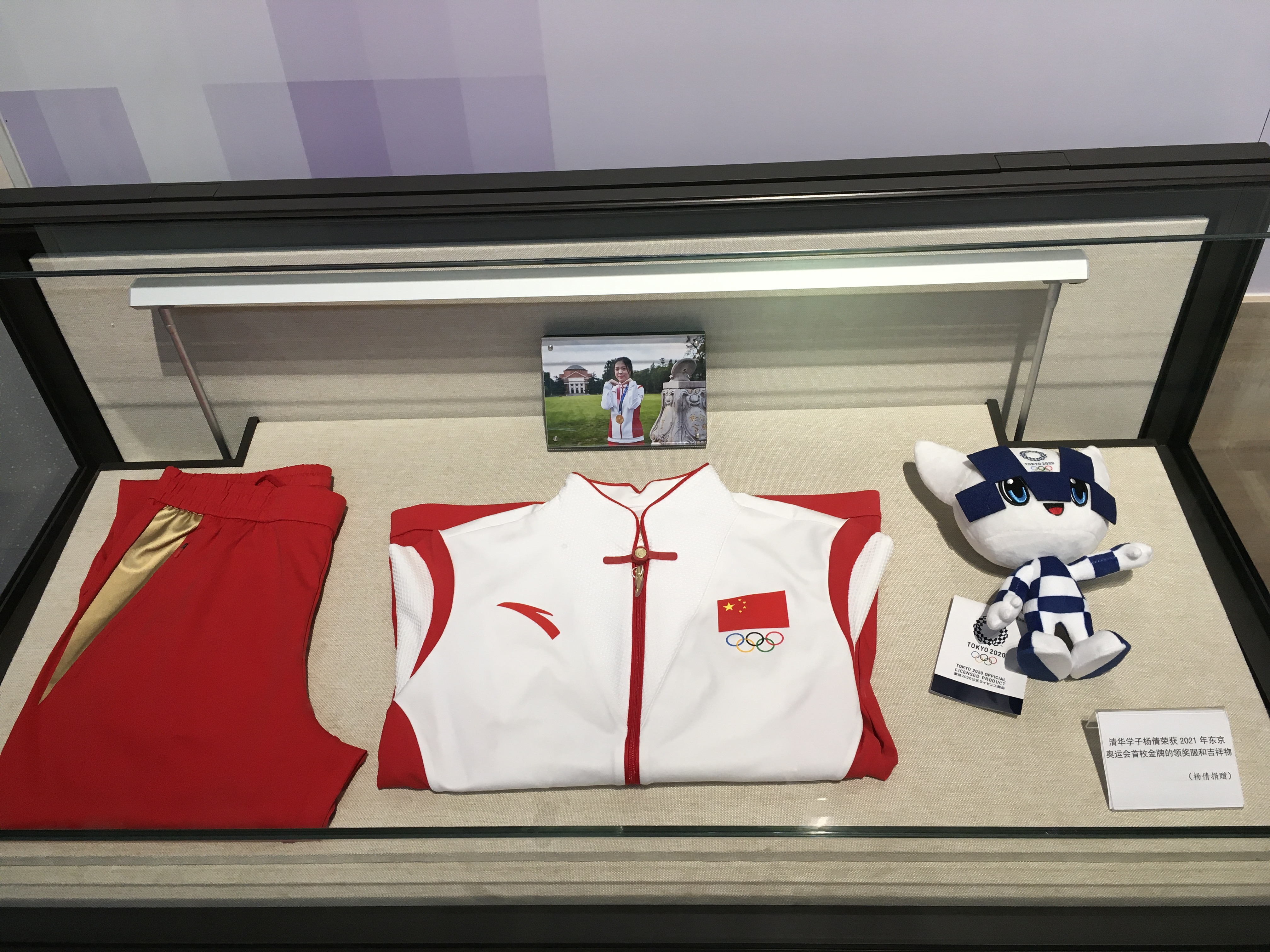
楊倩將自己的東京奧運會領獎服與奧運會吉祥物贈予母校清華大學

杨倩是宁波鄞州区姜山镇杨家弄村人，10岁开始练习射击。2010年12月入选宁波体校射击队，师从教练虞利华，12岁时取得全国青少年锦标赛亚军，14岁在浙江省运动会摘下3枚金牌，15岁取得中华人民共和国第一届青年运动会铜牌，并入选国家青年射击队，拿到“国家级运动健将”称号。

## 经历

### 進入清華
2016年特招进入清华大学附属中学射击队，跟随清华大学射击队培训，师从高静。2018年参加高考，考入清华大学经济管理学院，2019年3月入选中国国家射击队，同年8月在第2届全国青年运动会上获得女子气步枪60发个人冠军。2020年9月22日，湖北宜昌进行的2020年全国射击冠军赛（步枪项目）10米气步枪混合团体决赛中，国家集训队选手余浩楠/杨倩（17比11）战胜队友徐红/惠子程，获得冠军。 2021年3月，杨倩在国家射击队东京奥运会队伍选拔赛的全部四场比赛中均获得女子10米气步枪个人冠军，以295分位列积分榜第一名，在气步枪混合团体项目也位列榜首，获得东京奥运会女子10米气步枪个人和混合团体两项参赛资格。

### 東京奧運
2021年7月24日上午，杨倩在2020东京奥运会射击女子10米气步枪决赛中以251.8环为中国代表团夺得首枚金牌，同时打破了奥运会纪录，也是该届奥运会产生的首枚金牌。27日下午的射击混合团体10米气步枪决赛上，她又和队友杨皓然搭档，以17:13的总比分击败来自美国的对手，再夺一金，成为本届奥运会中国代表团首位“双金王”。

### 2022年后
2022年，杨倩参加全国射击锦标赛（步、手枪项目）暨国家步、手枪射击队开罗世锦赛选拔赛，惟总体选拔赛成绩未能进入前三而没有参加世锦赛。由于家中母亲患病，杨倩在比赛结束后返回家乡探望母亲直至母亲离世。2024年，杨倩未入选巴黎奥运会中国国家队参赛名单。
2024年6月29日，楊倩從清華大學本科生畢業, 並獲錄取清華社科學院體育學研究生專業.
2024年11月，楊倩受馬英九基金會邀請，隨中國大陸高校師生團到台灣訪問9天。

## 爭議事件
杨倩在東京奧運奪金後，卻因曾在2020年發布過收集耐克球鞋的微博，被中國網民批評。中國網友發現她2020年微博有四張照片，開心的在分享自己的收藏照片中全是耐克的鞋子，引起部分網友的憤怒。評論中也有著很多人都在罵楊倩，哪怕奪冠也不能寬容，有評論認為「楊倩作為一個中國運動員，不是應該帶頭抵制耐克嗎，為什麼要收藏耐吉的鞋？」甚至還質問楊倩，「我們的民族品牌不好嗎？」但也有不少的網友支持杨倩。

## 外部連結
- 杨大妞YYY的新浪微博
- 杨倩的哔哩哔哩个人空间